# Dealul Țețina
Dealul Țețina este cel mai înalt punct al dealurilor Cernăuțiului, având altitudinea de 538 m. Este situat la limita vestică a orașului Cernăuți, în cartierul Roșa. 
Numele vârfului provine de la cetatea Țețina, ridicată la mijlocul secolului al XIV-lea, potrivit unor surse de poloni sub Cazimir al III-lea, potrivit altor de Petru Mușat.
În anii 1960, pe vârful piscului a fost ridicat un turn de televiziune. 
Pe pantele dealului, de asemena, se află rezervația omonimă, creată în 1974, și un complex sportiv.

## Legături externe
- Imagini vechi ale Țeținei
- Географічна енциклопедія України : у 3 т. / редколегія: О. М. Маринич (відпов. ред.) та ін. — К. : «Українська радянська енциклопедія» ім. М. П. Бажана, 1989.